# Figites coriaceus
Figites coriaceus is een vliesvleugelig insect uit de familie van de Figitidae. De wetenschappelijke naam van de soort is voor het eerst geldig gepubliceerd in 1846 door Dahlbom.